# Leonard Digges
Leonard Digges (c.1515 – c.1559) a fost un matematician englez.
I se atribuie inventarea teodolitului.
A scris o serie de lucrări în domeniile: geodeziei, cartografiei și ingineriei militare.
Multe din lucrările sale a fost publicate și extinse de către fiul său, Thomas Digges.
A studiat la Universitatea din Oxford și a funcționat ca profesor de matematică.

## Scrieri
- 1591: A Geometrical practical Treatise, named Pantometria, in three books (publicată de fiul său);
- 1556, 1647: Tectonicum, briefly showing the exact measuring and speedy reckoning of all manner of lands, squares timber, stones, steeples;
- 1564: Prognostication everlasting of right good effect, or choice rules to judges weather by the....

1. 1 2  Leonard Digges (scientist), SNAC, accesat în 9 octombrie 2017
2. 1 2  Genealogics